# Ernst Ellgaard
Ernst Ellgaard (født 22. januar 1932 i Knabstrup, død 26. januar 2021 i Værløse) var en dansk civilingeniør og kommunalpolitiker, der var borgmester i Værløse Kommune fra 1974 til 1978 og igen 1982 til 1998.
Efter endt uddannelse til civilingeniør i 1959 blev Ernst Ellgaard ansat ved Forsvarets Forskningsråd. I 1963 arbejdede han ved US Naval Civil Engineering Laboratory, men rejste allerede året efter tilbage til Danmark og genoptog her arbejdet hos Forsvarets Forskningsråd. I 1970 kom han til udviklingsafdelingen i FLSmidth, og i 1979 blev han overingeniør samme sted. Han var ansat her frem til 1988.
Politisk debuterede han som kandidat til kommunalbestyrelsen i Værløse i 1970, men blev ikke valgt. To år senere blev han dog indsuppleret, og efter valget i 1974 blev han borgmester.
Som borgmester var han særdeles populær og opnåede i 1997 at blive kåret til årets borgmester af fagforbundet HK. "Han bakker op om administrationen. Hvis andre på rådhuset begynder at tale om nedskæringer blandt rådhuspersonalet, har han altid været medarbejdernes mand," lød begrundelsen.
Ved siden af hvervet var han formand for Kommunekemi og Kommunernes gensidige Forsikringsselskab og sad også i bestyrelsen for Kommunernes Landsforening. Endelig var han medlem af Dansk Ingeniørforenings forretningsudvalg. Fra 1995 til 2007 var han desuden medlem af boligseslskabet DAB's bestyrelse.
Ernst Ellgaard var ridder af Dannebrog. Han er begravet på Kirke Værløse Kirkegård..